# Zuidwest-Delhi
Zuidwest-Delhi is een district van het Indiase Nationaal Hoofdstedelijk Territorium van Delhi. In 2001 telde het district 1.749.492 inwoners op een oppervlakte van 420 km². Bij een grootschalige herindeling in 2012 werd een deel van het grondgebied echter overgeheveld naar het district New Delhi.
Het district bestaat qua inwoneraantal voor het grootste deel uit de gemeente Delhi en voor een klein deel uit de gemeente New Delhi. Een plaats met meer dan 20.000 inwoners (2001) die buiten deze gemeenten valt is Roshan Pura (of Dichaon Khurd).